# Roman Krugljakov
Roman Nikolajevitj Krugljakov (ryska: Роман Николаевич Кругляков), född 26 december 1971 i Kujbysjev i Ryska SFSR i Sovjetunionen (nu Samara i Ryssland), är en rysk före detta kanotist.
Krugljakov tog bland annat VM-guld i C-4 200 meter i samband med sprintvärldsmästerskapen i kanotsport 2002 i Sevilla.